# باشگاه فوتبال آلمالیق
باشگاه فوتبال آلمالیق (ازبکی: OKMK futbol klubi / ОКМК футбол клуби؛ روسی: Футбольный клуб АГМК) یک باشگاه حرفه‌ای فوتبال در آلمالیق، ولایت تاشکند، ازبکستان است. این تیم در لیگ برتر فوتبال ازبکستان فعالیت می‌کند.
این تیم در ورزشگاه آزادی تهران توسط سپاهان اصفهان با نتیجه ۹_۰ در هم کوبیده شد